# 磯諾福克䲁
磯諾福克䲁（學名：Norfolkia leeuwin），為輻鰭魚綱䲁形目三鰭䲁科諾福克䲁屬的一個種，是由Ronald Fricke於1994年所描述，分布於東印度洋西澳大利亞海域，深度3至20公尺，體長可達3.9公分，成魚棲息在岩礁區，以小型無脊椎動物及藻類為食，雌魚產附著性卵在藻類築的巢，雄魚會守護卵，幼魚為浮游性，生活習性不明。